# Georg Friedrich Bischoff
Georg Friedrich Bischoff, född 21 september 1780 i Ellrich, Harz, död 7 september 1841 i Hildesheim, var en tysk musiker.
Bischoff, som var verksam som musikdirektör i Hildesheim, började 1810, efter mycket besvär och stora ekonomiska uppoffringar att anordna musikfester i Frankenhausen och på flera andra ställen – tid efter annan ägde de rum vid Rhen samt i Schweiz, Thüringen och Sachsen.